# ვ
Das Vin (ვ) ist der sechste Buchstabe des georgischen Alphabets. Der Buchstabe stellt den Laut [⁠v⁠] dar und wird im Deutschen mit dem Buchstaben W transkribiert.
Heute wird im Mchedruli-Alphabet nur noch das ვ verwendet. Im historischen Chutsuri-Alphabet gab es noch den Großbuchstaben Ⴅ; das kleingeschriebene Pendant dazu war das ⴅ.
Es war dem Zahlenwert 6 zugeordnet.

## Zeichenkodierung
Das Vin ist in Unicode an den Codepunkten U+10D5 (Mchedruli) bzw. U+10A5 (Chutsuri-Großbuchstabe) und U+2D05 (Chutsuri-Kleinbuchstabe) zu finden.